# Konstantin Tich av Bulgarien
Konstantin Tich av Bulgarien, död 1277, var Bulgariens regent från 1257 till 1277.